# 음력 5월 7일
음력 5월 7일은 음력 5월의 7번째 날이다.

## 사건
- 1592년 - 옥포 해전 일어남.

## 문화
- 2004년 - 대한민국, 천주교 의정부교구 설립.
- 2015년 - 동의보감, 대한민국 국보로 승격.

## 탄생
- 1961년 - 대한민국의 배우 최재호.
- 1973년 - 대한민국의 배우 송윤아.
- 1990년 - 대한민국의 가수, 배우 윤아.
- 1996년 - 대한민국의 쇼트트랙 선수 공상정.

## 사망
- 523년 - 백제 제25대 국왕 무령왕.
- 1615년 - 전국시대 일본 무장 사나다 노부시게

## 같이 보기
- 음력 360일: 1월 2월 3월 4월 5월 6월 7월 8월 9월 10월 11월 12월
- 전날:5월 6일 다음날:5월 8일 - 전달:4월 7일 다음달:6월 7일
- 양력:5월 7일
- 음력, 윤달